# HAMERCA

## 概要
HAMERCAグループは、2013年にGOOLYN MEDIA ENTERTAINMENT(GME)とSECTOR DELTA SEVEN (SDS)が合併して発足した総合メディア・エンターテイメント・グループでありデジタル・マーケティング＆テクノロジー・エージェンシー。
グループ名でもある"HAMERCA"（造語）の由来は、創業者が大のオカルト好きな事から「"Humans Are Mars & Earth Replicants Created by Aliens."（人類は宇宙人により火星と地球の生物遺伝子操作によって造りだされた。）」の頭文字から命名したもの。

## グループ
- Goolyn Media Entertainment (GME)
  - Goolyn Tree Productions (GTP)
    - Goolyn Records
    - Studio MER One

  - KYBELE Recordings
    - DEBUT Japan
    - Star☆Search Japan
- YELPPA Music Promotion (YMP)
- Sector Delta Seven (SDS)
- AXCIS Laboratory

。HAMERCA (会社概要オフィシャルサイト内グループおよびサービス紹介）。

## 沿革
- 2010年8月　：Sector Delta Seven (SDS) 設立
- 2010年8月　：Goolyn Media Entertainment (GME) 設立
- 2010年10月 ：Star☆Search Japan 設立
- 2012年12月 ：GME傘下にてGoolyn RecordsとStudio MER Oneが発足
- 2013年2月　：SDSによりStar☆Search Japanの買収
- 2013年8月　：GMEとSDSの合併に伴い、HAMERCAグループが発足
- 2014年2月　：（旧）YELPPA EDMがHAMERCAグループにより買収され、名称がYELPPA Music Promotionとなる
- 2014年3月　：HAMERCAグループによりDEBUT Japan (旧Sugu.De.Vu) の買収
- 2014年8月　：HAMERCAグループによりKYBELE Recordings - a member label of j-NATION Music Loversの買収、日本向けアグリゲーション・サービスの拡張およびSPSP™ (Self-Production & Self-Promotion)サービスの提供開始
- 2015年1月　：AXCIS Laboratoryが発足

。HAMERCA Corp. Page - Group History「会社概要ページ内グループ沿革」より翻訳